# Izobrazjaja zjertvu
Izobrazjaja zjertvu (russisk: Изображая жертву, da.: ~ At spille offeret) er en russisk sort komediefilm fra 2006 instrueret af Kirill Serebrennikov.

## Handling
Valja er drppet ud af universitetet og har fået et job i politiet, hvor han som statist skal medvirke som offeret ved rekonstruktioner af forbrydesler. Et efterforskningshold bestående af en karismatisk kaptajn, en fotograf og den mindre begavede Seva tager dagligt de tiltalte forbrydere med til gerningssteder, hvor de bliver bedt om at genskabe begivenhedsforløbet. Valja oplever, at mange af drabene er blevet begået uden nogen særlig grund eller motiv.
Valja bor i en lejlighed i Moskva med sin mor og kan ikke finde ud af sit forhold til sin kæreste Olja. Valjas onkel, Pjotr, flytter ind i lejligheden for at bo med Valjas mor. Om natten har Valja mareridt, hvor han møder sin tragisk afdøde far. I en af sine drømme fortæller faren Valja, at han ikke døde ved et tilfælde: han blev forgiftet af sin bror Petja. Under et andet undersøgende eksperiment på en japansk sushibar finder Valja ud af, at der er en livstruende ret på menuen: kuglefisk, der, hvis den tilberedes forkert, frigiver giften tetrodotoksin. Hjemme ved en familiemiddag serverer Valya fisken for sin mor, onkel og sin kæreste Olja og ser, hvordan det ender. Fisken viser sig at være tilberedt forkert, og alle deltagerne i middagen, undtagen Valja (som ikke spiste den), dør på stedet af forgiftning.
I de sidste scener er Valja, der tidligere har portrætteret offeret, selv at være deltager i et rekonstruktion af hændelsesforløbet som den anklagede, og tre andre statister er blivet hyret til at portrættere hans ofre. I den sidste scene har Valja et flashback, hvor faren smider ham ud af en båd for at lære ham at svømme.

## Medvirkende
- Jurij Tjursin som Valja
- Vitalij Khajev
- Aleksandr Ilin, Jr. som Seva
- Svetlana Ivanova som Stasja
- Marat Basjarov som Karas'